# Mosser
Mosser – wieś w Anglii, w Kumbrii. W 1931 wieś liczyła 56 mieszkańców.